# تپه اطراف شهر سوخته ۲۴۴
تپه اطراف شهر سوخته ۲۴۴ مربوط به هزاره سوم و ۲ قم است و در شهرستان زابل، بخش شیب آب، دهستان لوتک، ۱۸ کیلومتری جنوب غرب پایگاه باستان‌شناسی شهر سوخته واقع شده و این اثر در تاریخ ۲۰ اسفند ۱۳۸۵ با شمارهٔ ثبت ۱۸۰۵۲ به‌عنوان یکی از آثار ملی ایران به ثبت رسیده است.